# Apochinomma pyriforme
Apochinomma pyriforme là một loài nhện trong họ Corinnidae.
Loài này thuộc chi Apochinomma. Apochinomma pyriforme được Eugen von Keyserling miêu tả năm 1891.